# 新鬼吹灯
《新鬼吹灯》是由麦石信息开发的二維横版网络游戏，取材著名网络小说《鬼吹灯》，它被认为是游戏《鬼吹灯外传》的进化版本，并于2011年11月25日游戏正式公测。

## 游戏历史
这款游戏与2011年10月28日进行删档内测，并在11月25日公测。
而在不久的2012年2月9日盛大对游戏中的了两个服务器进行合并，而在17173上本游戏的评论偏向负面有评论指出相对于鬼吹灯外传只是提高的分辨率。